# Henner Berzau
Henning „Henner“ Berzau (* 3. Mai 1921 in Magdeburg; † 8. Januar 2008 in Köln) war Schöpfer von mehr als 250 Liedern und Texten in Kölsch.

## Leben

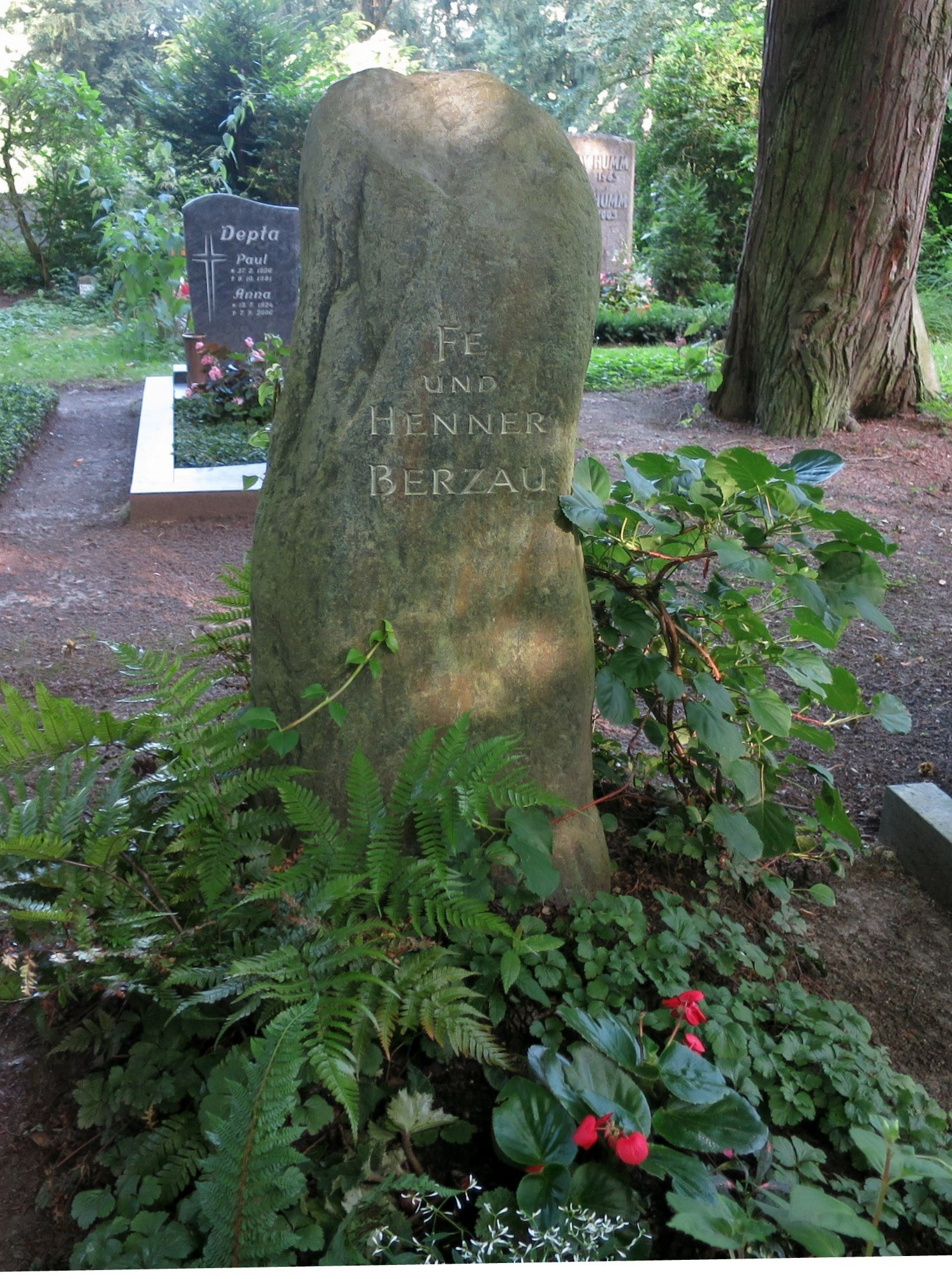
Grab auf dem Kölner Südfriedhof

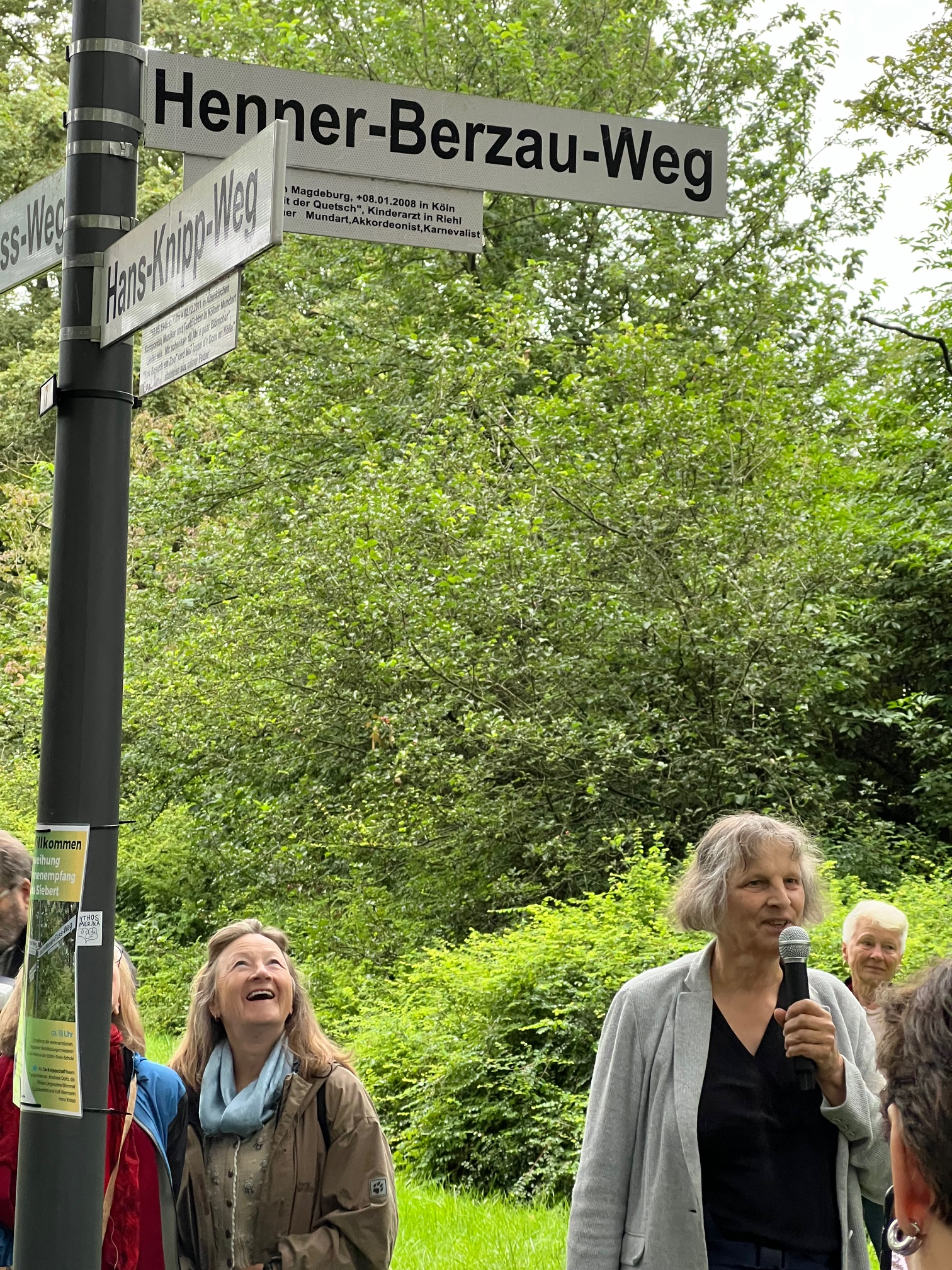
Einweihung des Henner-Berzau-Weges durch die Bezirksbürgermeisterin Diana Siebert am 3. Juli 2024

Nach dem Zweiten Weltkrieg verschlug es den gebürtigen Magdeburger nach Köln. Hier schloss er sein in Jena begonnenes Medizinstudium ab und bildete sich zum Kinderarzt weiter. 1954 eröffnete er in Köln-Riehl eine Kinderarztpraxis, die er mehr als vier Jahrzehnte führte. Bei seinen kleinen Patienten und ihren Eltern war der passionierte Akkordeonspieler bald bekannt als der Doktor mit der Quetsch.
Berzau wurde auf dem Kölner Südfriedhof (Flur 27 Nr. 806) beigesetzt. Das Grab liegt neben dem seines Freundes Heribert A. Hilgers.

## Dichter und Liedermacher
Für den Riehler Schrebergartenverein schrieb er 1978 sein erstes Lied in kölscher Mundart „Et Jadeleed“ (Das Gartenlied). Es bildete sich die Gruppe Riehler Jademusikante, für die Berzau weitere Gartenlieder schrieb.
Kurze Zeit später wurde daraus die Gruppe Riehler Jassemusikante, die in wechselnder Besetzung bis in die 1990er Jahre bestand. Berzau schrieb für diese Gruppe und auch für viele andere Gruppen, Chöre und Einzelinterpreten wie Monika Kampmann.
1980 traf Berzau die vielseitige Kölner Künstlerin Uschi Werner-Fluss, die seine Lebensgefährtin wurde. Für sie schrieb er zahlreiche Lieder und komplette Programme, die sie teilweise unter dem Namen Schneiwießje un Ruserut gemeinsam aufführten. Der Name des Duos leitet sich von der Haarfarbe ab, Uschi Werner-Fluss hatte rote, Henner Berzau zu dem Zeitpunkt schon schneeweiße Haare.
1980 ist auch das Jahr, in dem der WDR die erste „kölsche“ Weihnachtssendung ausstrahlte. Der Titel der Sendung Sidd hösch, leev Lück sidd stell ist einem Chreesdaachleed von Henner Berzau entnommen.

## Ehrungen
Henner Berzau wurde mit zahlreichen Preisen und Ehrungen bedacht, darunter
- 1996 das Bundesverdienstkreuz am Bande
- 2004 der Rheinlandtaler für seine Garten-, Milieu- und Veedelslieder[2]
- 2004 Ich muss et üch sage. Uschi Werner-Fluss singt Lieder von Henner Berzau. Eine CD in der Reihe Kölsche Evergreens der Kreissparkasse Köln
- 2005 die Franz-Peter-Kürten-Auszeichnung des Rhein-Kreises Neuss[3]
- 2007 für seine 60-jährige aktive Mitgliedschaft in der Arbeiterwohlfahrt (AWO)[4]
- 2007 Ehrenmitglied des Heimatverein Alt-Köln e.V. von 1902[5]
- 2021 Ein Weg im Nippeser Toni-Steingass-Park wird in Henner-Berzau-Weg benannt.[6][7] Der ursprüngliche Beschluss der Bezirksvertretung Köln-Nippes, den Nordpark in Henner-Berzau-Park umzubenennen, konnte nicht ausgeführt werden. Ein weiterer Weg im Toni-Steingass-Park wird seiner Lebensgefährtin zu Ehren in Uschi-Werner-Fluss-Weg benannt.[8][9]

Literatur
- Heribert A. Hilgers: Das Henner-Berzau-Buch. Ausgewählte Lieder und andere Texte. Bachem, Köln 2003, ISBN 3980638499 (nicht eingesehen)